# Draco quinquefasciatus
Espèce
Synonymes
- Draco quinquefasciatus longibarba Hennig, 1936

Draco quinquefasciatus est une espèce de dragons volants, sauriens de la famille des Agamidae.

## Répartition
Cette espèce se rencontre dans le sud de la Thaïlande, en Malaisie, à Singapour, au Brunei et en Indonésie à Singkep, à Belitung, à Sumatra et au Kalimantan.

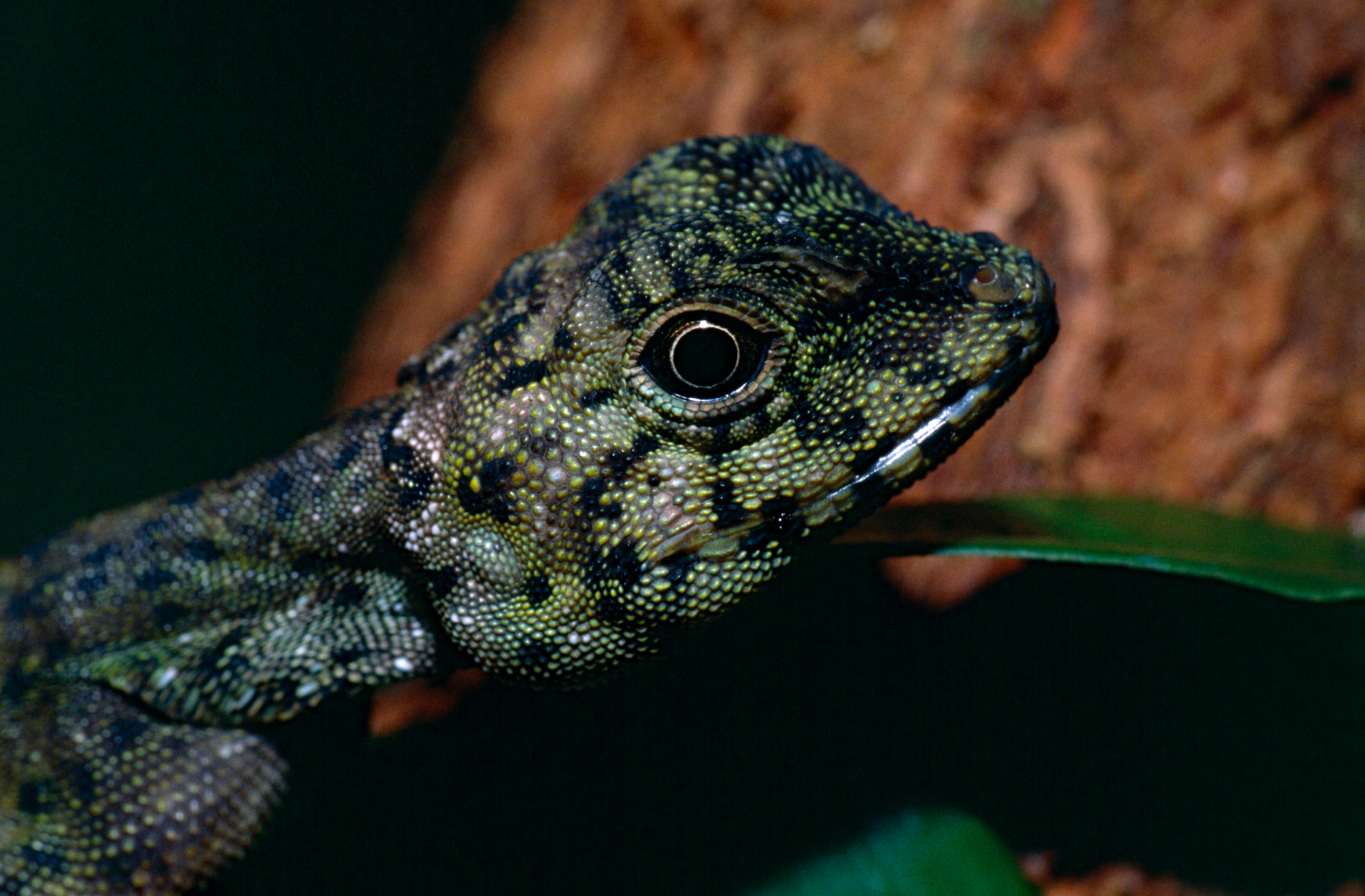

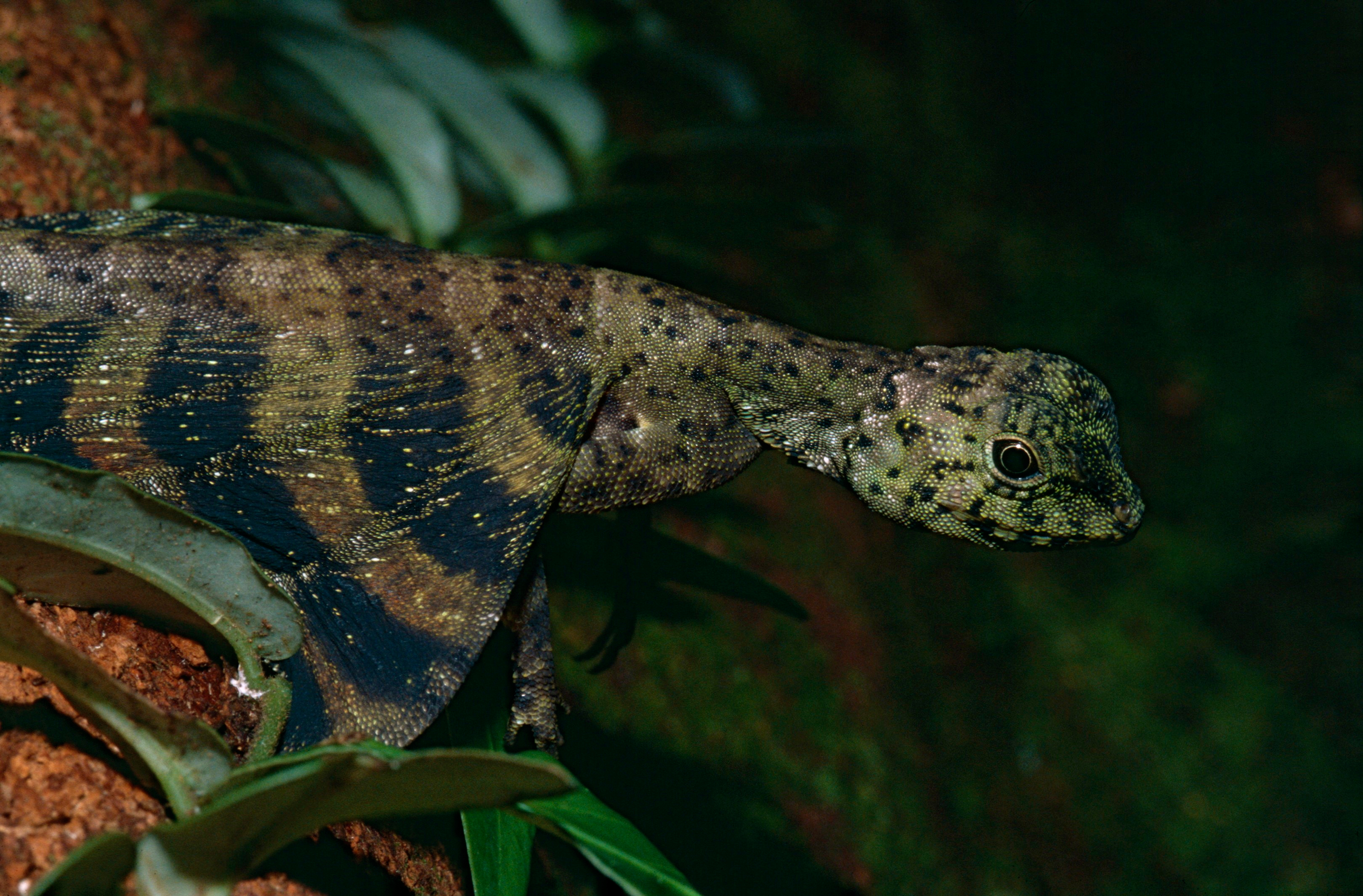

## Publication originale
- Hardwicke & Gray, 1827 : A synopsis of the species of saurian reptiles, collected in India by Major-General Hardwicke. The Zoological Journal, London, vol. 3, p. 214-229 (texte intégral)